# 3945 Gerasimenko
3945 Gerasimenko este un asteroid din centura principală, descoperit pe 14 august 1982 de Nikolai Cernîh.